# Vancouverismo

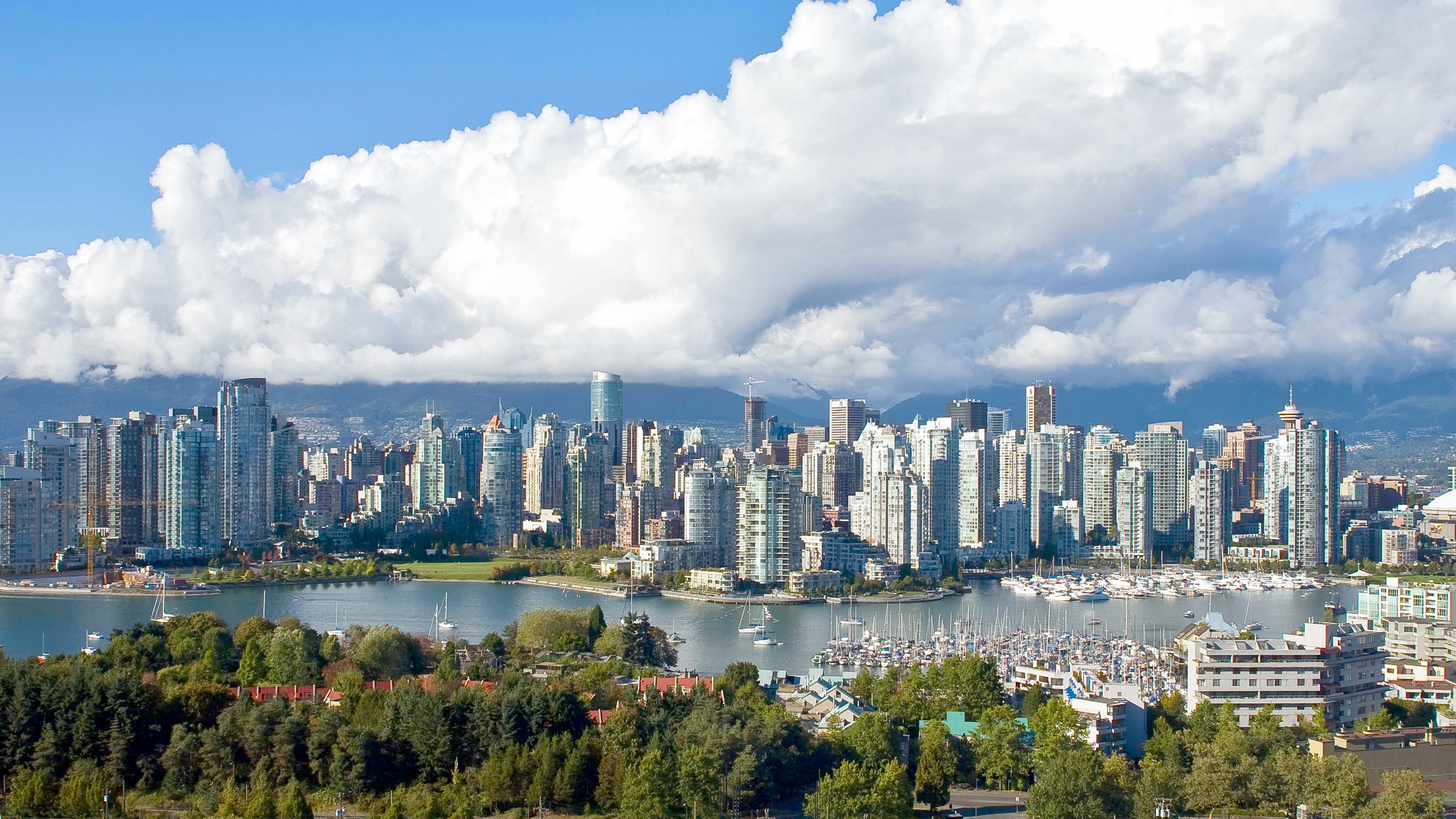
Vista paronâmica de Vancouver

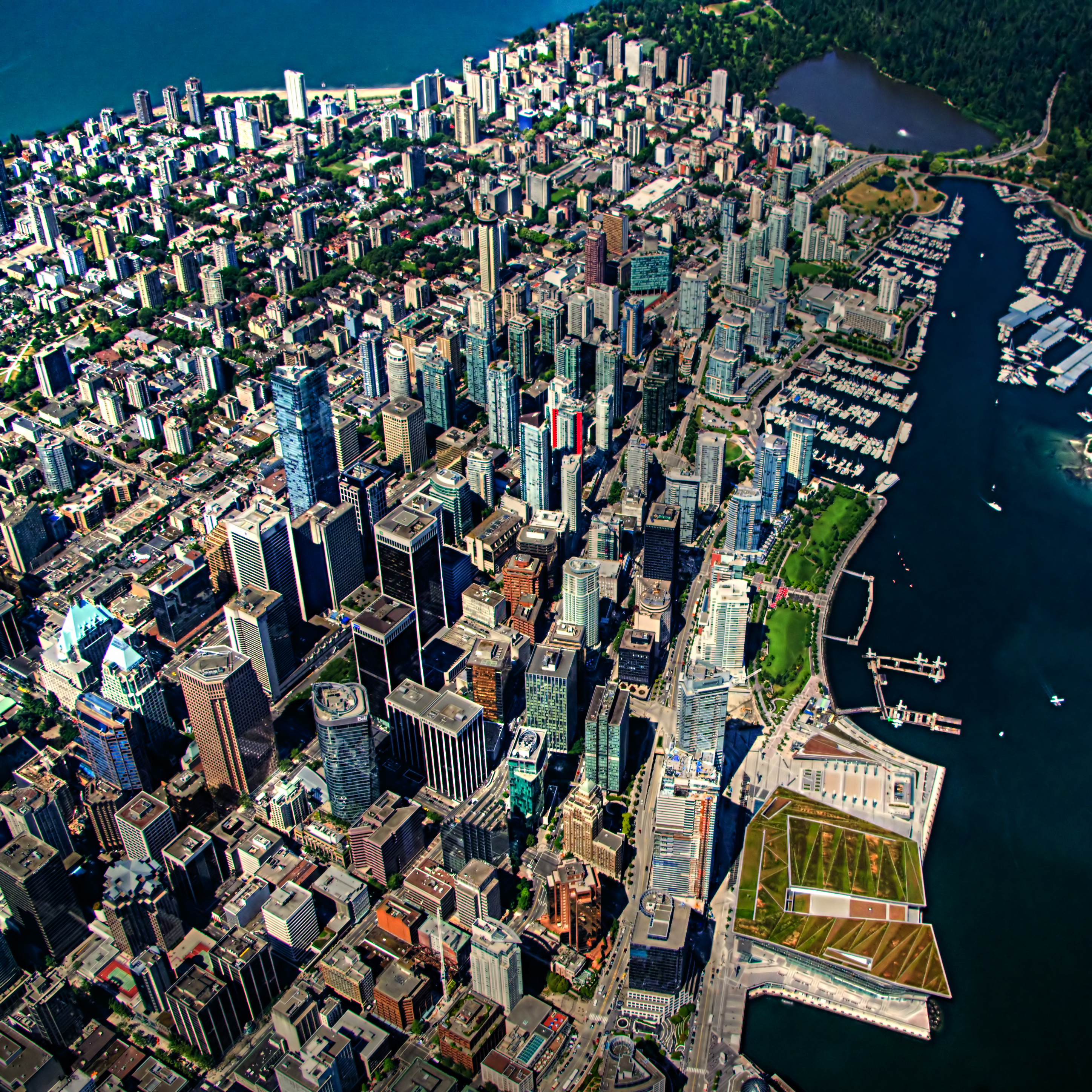
Vista do centro de Vancouver

Vancouverismo (em inglês: Vancouverism) é um planejamento urbano e um fenômeno arquitetônico típico da cidade de Vancouver, Colúmbia Britânica, Canadá. É caracterizado por uma grande população residencial vivendo no centro da cidade em edifícios de uso misto, normalmente com uma altura média, de base comercial e torres residenciais estreitas e altas. Neste contexto, a presença de um sistema de transporte público avançado, a criação e manutenção de espaços públicos, parques e zonas verdes e a preservação de corredores visuais são essenciais.
Vancouver tem sido repetidamente classificada entre as cidades mais habitáveis do mundo. Um artigo da Associação de Planejamento e Pesquisa Urbana de São Francisco observou a abordagem de Vancouver para novos corredores de desenvolvimento e visualização e perguntou se São Francisco deveria seguir uma direção semelhante.
O arquiteto Bing Thom descreveu o vancouverismo desta forma:
É um espírito sobre o espaço público. Acho que os moradores de Vancouver estão muito, muito orgulhosos de termos construído uma cidade que realmente tem uma quantidade enorme de espaço à beira-mar para as pessoas recriarem e desfrutarem. Ao mesmo tempo, False Creek e Coal Harbour eram áreas anteriormente industriais que estavam muito poluídas e profanadas. Renovamos tudo isso com novos desenvolvimentos e as pessoas têm acesso à água e às vistas. Então, pra mim, é essa ideia de ter muitas pessoas morando bem juntas, misturando os usos. Então, temos apartamentos em cima das lojas. Em Surrey, temos uma universidade no topo de um shopping center. Essa mistura de usos reflete Vancouver em termos de nossa cultura e como vivemos juntos.
Um aspecto importante a se notar é que o vancouverismo é um ideal que foi desenvolvido em Vancouver, mas não está presente em todas as regiões da cidade. Além disso, embora as regiões periféricas da Metro Vancouver, como Surrey, tenham adotado aspectos desses ideais, eles não se originaram fora da cidade de Vancouver.
O processo de planejamento de Vancouver foi criticado por sua imprevisibilidade, processo de aprovação demorado, falta de transparência, falta de engajamento público, a repetitividade das formas construídas que ele produz e o potencial para o processo envolver corrupção.

## Contexto
O vancouverismo se desenvolveu em parte como um produto do contexto geográfico de Vancouver. Encravado entre o mar, as montanhas e a fronteira com os Estados Unidos, o Distrito Regional da Grande Vancouver fez parceria com os municípios da área para incentivar o desenvolvimento controlado. O reconhecimento precoce de que as terras agrícolas da Colúmbia Britânica seriam engolidas pela expansão levou ao estabelecimento da Reserva de Terras Agrícolas na década de 1970. Isso ajudou a conter e intensificar o desenvolvimento em toda a área metropolitana de Vancouver e do Vale Fraser.
O arquiteto Arthur Erickson é creditado por alguns por desenvolver o conceito que se tornou o vancouverismo em meados da década de 1950, em um desenvolvimento nunca realizado chamado "Projeto 56". Muitos dos princípios foram incorporados ao desenvolvimento do West End. O departamento de planejamento da cidade, sob a direção de Ray Spaxman na década de 1980, começou a expandir os conceitos, muitos dos quais foram concretizados com o desenvolvimento das antigas terras da Expo 86 ao longo de False Creek e Yaletown.
Outra pessoa que influenciou o Vancouverism é Jane Jacobs, autora de Morte e Vida de Grandes Cidades. Brent Toderian, o ex-chefe de planejamento para a cidade de Vancouver diz de Jacobs: "Não há uma pessoa ou livro mais influente na criação do 'vancouverismo' do que Jane e a Morte e Vida de Grandes Cidades. Eu sei o que ela quer dizer sobre as pessoas entenderem mal a densidade [populacional] – é por isso que enfatizamos a densidade bem feita, em vez da densidade, como um exercício matemático. Mas as pessoas em todo o mundo elogiam a habitabilidade de Vancouver, e ela teve uma grande participação nisso."

## Estética
Um princípio associado ao vancouverismo, como evidenciado pela política de planejamento, envolve a proteção de "corredores de vista". As "Diretrizes de Proteção de Vistas" de Vancouver foram aprovadas em 1989 e emendadas em 1990, estabelecendo limites de altura para proteger as vistas das Montanhas North Shore. Essa abordagem, embora tenha o crédito de preservar o cenário cênico da cidade, foi criticada por diminuir o interesse visual e por não representar a imagem contemporânea da cidade. Em resposta, o Conselho encomendou um "estudo sobre o horizonte" em 1997 que concluiu que o horizonte de Vancouver se beneficiaria da adição de um punhado de edifícios que excedessem os limites de altura atuais, para adicionar interesse visual ao horizonte de Vancouver.
O estudo descobriu que as oportunidades para tais edifícios eram restritas devido a um número limitado de grandes empreendimentos no centro da cidade. Oito anos depois, cinco dos sete locais identificados para edifícios mais altos foram planejados ou desenvolvidos. O mais alto dos novos edifícios é o hotel/torre residencial Living Shangri-La, que foi concluído em 2008 e tem 201 metros de altura e 62 andares.
A malha urbana de malha fina com faixas de meio de quarteirão permitiu que a cidade se adensasse facilmente e promove a capacidade de caminhar. O sistema de trânsito SkyTrain elevado, visível e com separação de níveis é parte integrante da estética do vancouverismo, pois promove um estilo de vida saudável.

## Críticas
O processo de planejamento de Vancouver e o vancouverismo foram amplamente criticados, inclusive por membros proeminentes das comunidades de planejamento e arquitetura em Vancouver, como Patrick Condon, Scot Hein e Bing Thom, por uma variedade de razões. O potencial de planejamento de um espaço é normalmente dividido em duas categorias, "definitivo" e "arbitrário". O planejamento definitivo é claramente definido em termos de uso, altura e área de piso e pode prosseguir ao longo de um caminho mais rápido do que o arbitrário; no entanto, o potencial de planejamento definitivo é menor do que o de via arbitrária. Limitações das vias definitivas podem incluir altura mais baixa, menos área de piso, usos mais restritivos e retrocessos maiores.
Um planejador ou projetista pode exceder o potencial definitivo negociando com o Departamento de Planejamento sobre as limitações das categorias que foram identificadas nos vários controles de planejamento como "a critério do Diretor de Planejamento". Conforme observado acima, este processo de negociação dá ao Departamento de Planejamento uma influência significativa para negociar concessões de projeto ou benefícios públicos dos planejadores; no entanto, ele tem várias desvantagens, incluindo:
- Incerteza sobre o potencial de planejamento e custos: a ausência de valores quantificáveis antecipados para altura, área útil, uso e contratempos no planejamento arbitrário torna difícil para planejadores, desenvolvedores, arquitetos, residentes ou qualquer outro prever ou antever com precisão o que pode ser construído em qualquer local da cidade ou quais serão os custos de desenvolvimento e planejamento;[25][26]
- Aprovação de planejamento demorado: chegar a um acordo negociado para o planejamento de um espaço – geralmente realizado como um arranjo de rezoneamento customizado chamado "rezoneamento pontual", especialmente para um espaço grande – produz uma quantidade significativa de trabalho para o desenvolvedor, projetista e planejador; a carga de trabalho excessiva suportada pelo Departamento de Planejamento em várias dessas aprovações a qualquer momento causa atrasos na emissão de licenças para construção e desenvolvimento. Como resultado, a cidade de Vancouver tem o maior tempo de espera para aprovações de licenças da região.[27][28][29]
- Opacidade da negociação: as negociações entre planejadores e desenvolvedores envolvem grandes somas de dinheiro e afetam o público, mas carecem de transparência apesar de serem negociadas por servidores públicos em nome dos cidadãos;[30][31]
- Falta de engajamento público: como a negociação pela via arbitrária ocorre entre o planejador e o Departamento de Planejamento, o público não está envolvido no processo de planejamento até que as duas partes já estejam de acordo com a maioria dos principais aspectos do planejamento. Isso frequentemente resulta em reação pública significativa nos lugares públicos necessários, com os cidadãos acreditando que não foram adequadamente consultados com antecedência. Os exemplos incluem planos de bairro, como os de Norquay, Marpole, Mount Pleasant e o nordeste de False Creek, bem como para projetos individuais, como a torre em Kingsway e East Broadway ou a torre em 1725 Pendrell, entre outros;[32][33][34][35][36][37]
- Potencial para corrupção: a quantidade de dinheiro envolvida na incorporação imobiliária, juntamente com o poder arbitrário dos funcionários de planejamento e a falta de transparência nas negociações, se combinam para criar um sistema de aprovação de empreendimentos que pode ser altamente sujeito à corrupção e provavelmente envolver a lavagem de dinheiro.[38][39][40][41]